# Diocèse de Kumba
Le diocèse de Kumba est un diocèse catholique au Cameroun. 

## Histoire
Le diocèse de Kumba est créé le 15 mars 2016 par démembrement du diocèse de Buéa. Il est suffragant de l’archidiocèse de Bamenda. 

## Géographie
Le diocèse est situé dans la région du Sud-Ouest. Il couvre les départements de Ndian et Meme, et partiellement celui de Koupé-Manengouba. Son siège est la cathédrale du Sacré-Cœur-de-Jésus. 

## Liste des évêques
- Agapitus Enuyehnyoh Nfon (15 mars 2016 - )

## Paroisses
La population catholique se répartit en 19 paroisses, deux zones pastorales et quatre doyennés : Kumba Town, Fiango, Tombel et Mundemba. 

### Fiango
- Sacré-Cœur-de-Jésus de Fiango, paroisse cathédrale

### Mundemba
- Notre Dame des Apôtres d'Ikassa, fondée en 1905, la plus ancienne paroisse du diocèse.